# Luís Luz
Luís dos Santos Luz, aussi appelé Luís Luz (né le 29 novembre 1909 à Porto Alegre et mort le 27 août 1989 dans la même ville) était un joueur de football brésilien.

## Biographie
Au niveau international, il joue en 1934 avec l'équipe du Brésil pendant la coupe du monde 1934 en Italie où il prend part à l'une de ses deux sélections officielles contre l'Espagne,.

## Palmarès

### Club
- Championnat Gaúcho (1) :

Americano : 1928